# Двадцять перша поправка до Конституції США

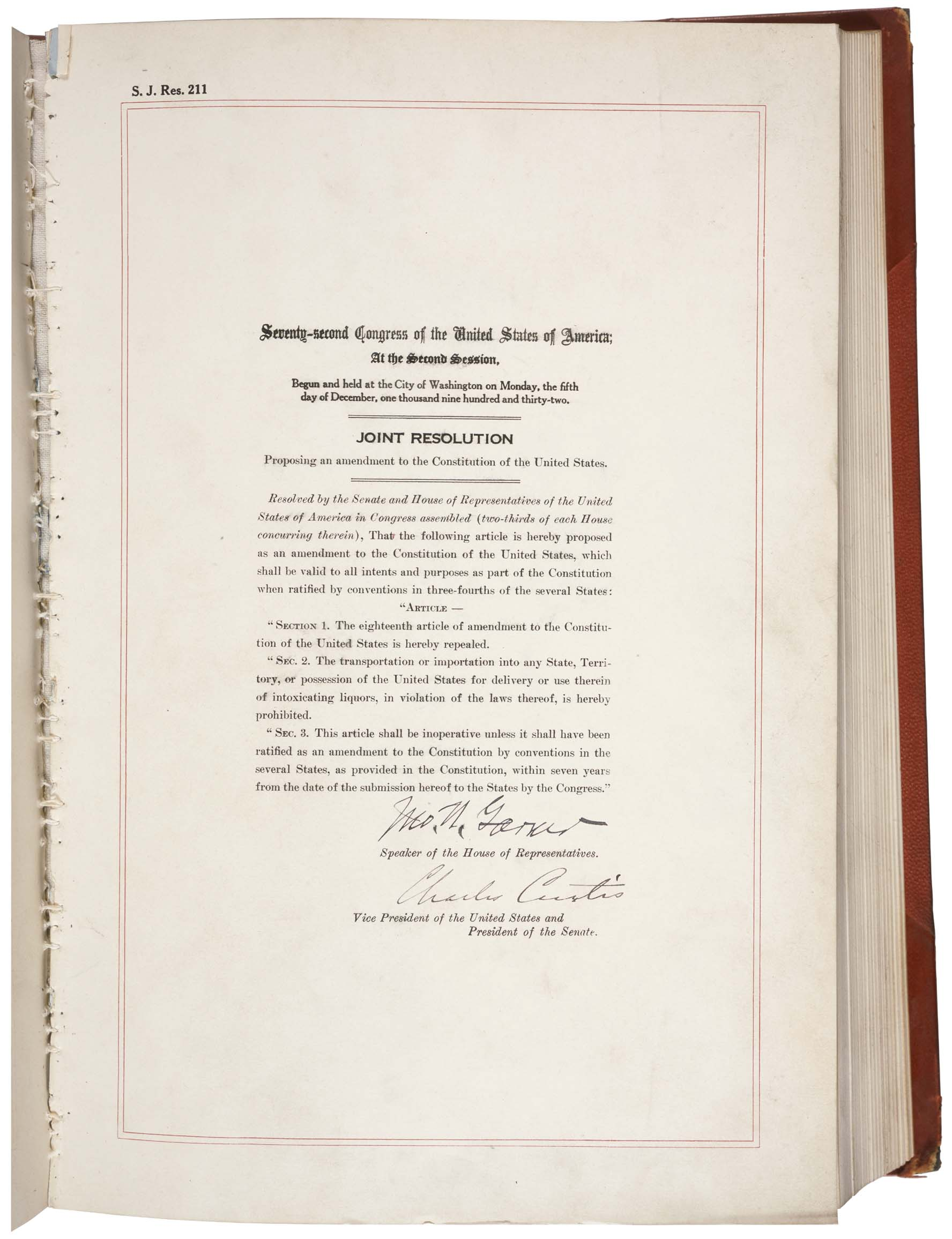
Двадцять перша поправка до Конституції США

Двадцять перша поправка до Конституції США (англ. Twenty-first Amendment to the United States Constitution) набула чинності 5 грудня 1933 року. Вона скасувала дію вісімнадцятої поправки.

## Текст поправки
| 1. Вісімнадцята поправка до Конституції Сполучених Штатів цим скасовується. 2. Перевезення чи довіз у будь-який штат, територію чи володіння Сполучених Штатів спиртних напоїв для постачання чи вжитку, якщо це порушує місцеві закони, цим забороняється. 3. Ця поправка не набере чинності, доки не буде ратифікована як поправка до Конституції конвентами окремих штатів у порядку, передбаченому Конституцією, протягом сімох років після подання її Конгресом на розгляд штатів. Оригінальний текст (англ.) 1. The eighteenth article of amendment to the Constitution of the United States is hereby repealed. 2. The transportation or importation into any State, Territory, or possession of the United States for delivery or use therein of intoxicating liquors, in violation of the laws thereof, is hereby prohibited. 3. This article shall be inoperative unless it shall have been ratified as an amendment to the Constitution by conventions in the several States, as provided in the Constitution, within seven years from the date of the submission hereof to the States by the Congress. |

## Ратифікація
Двадцять перша поправка була ратифікована кожним із штатів США окремо. 
1. Мічиган — 10 квітня 1933
2. Вісконсин — 25 квітня 1933
3. Род-Айленд — 8 травня 1933
4. Вайомінг — 25 травня 1933
5. Нью-Джерсі — 1 червня 1933
6. Массачусетс — 14 червня 1933
7. Делавер — 24 червня 1933
8. Індіана — 26 червня 1933
9. Нью-Йорк — 27 червня 1933
10. Іллінойс — 10 липня 1933
11. Айова — 10 липня 1933
12. Коннектикут — 11 липня 1933
13. Нью-Гемпшир — 11 липня 1933
14. Каліфорнія — 24 липня 1933
15. Західна Вірджинія — 25 липня 1933
16. Арканзас — 1 серпня 1933
17. Орегон — 7 серпня 1933
18. Алабама — 8 серпня 1933
19. Теннессі — 11 серпня 1933
20. Міссурі — 29 серпня 1933
21. Аризона — 5 вересня 1933
22. Невада — 5 вересня 1933
23. Вермонт — 23 вересня 1933
24. Колорадо — 26 вересня 1933
25. Вашингтон — 3 жовтня 1933
26. Міннесота — 10 жовтня 1933
27. Айдахо — 17 жовтня 1933
28. Меріленд — 18 жовтня 1933
29. Вірджинія — 25 жовтня 1933
30. Нью-Мексико — 2 листопада 1933
31. Флорида — 14 листопада 1933
32. Техас — 24 листопада 1933
33. Кентуккі — 27 листопада 1933
34. Огайо — 5 грудня 1933
35. Пенсільванія — 5 грудня 1933
36. Юта — 5 грудня 1933